# Amahorostadion
Het Amahoro Stadion (Kinyarwanda: Stade Amahoro, 'Amahoro' betekent in die taal 'Vrede') is een multifunctioneel stadion in Kigali, de hoofdstad van Rwanda. In het stadion kunnen 30.000 toeschouwers en het is daarmee het grootste stadion van Rwanda. In het stadion worden bijvoorbeeld voetbalwedstrijden gespeeld en vinden er concerten plaats. Er worden internationale wedstrijden gespeeld van het nationale elftal en de voetbalclub Armée Patriotique Rwandaise F.C. en Rayon Sports F.C. spelen er hun thuiswedstrijden. Ook worden er in dit stadion rugbywedstrijden gespeeld. Tijdens de Rwandese Genocide werd dit stadion gebruikt om vluchtelingen onderdak te bieden.

## Geschiedenis
De bouw van dit stadion begon in maart 1984 en werd gebouw met behulp van de China Civil Engineering Construction Corporation. De bouw kostte 21 miljoen dollar en was klaar in januari 1989. Op de afbeelding is te een herdenking in het stadion te zien. Deze herdenking was in juli 2014, 20 jaar na de Rwandese Genocide.